# Lauri Vuorinen
Lauri Vuorinen (Perniö, 1º gennaio 1995) è un fondista finlandese.

## Biografia
Attivo dal novembre del 2011, Vuorinen ha esordito in Coppa del Mondo il 9 marzo 2013 a Lahti in sprint (60º), ai Giochi olimpici invernali a Pyeongchang 2018, dove si è classificato 28º nella sprint, e ai Campionati mondiali a Seefeld in Tirol 2019, dove si è piazzato 34º nella sprint; nella medesima specialità ai Mondiali di Oberstdorf 2021 è stato 15º, ai XXIV Giochi olimpici invernali di Pechino 2022 14º e ai Mondiali di Planica 2023 32º. Il 1º marzo 2024 ha conquistato il primo podio in Coppa del Mondo nella sprint a squadre disputata a Lahti (3º); ai Mondiali di Trondheim 2025 ha vinto la medaglia d'argento nella sprint a squadre, quella di bronzo nella sprint e si è classificato 10º nella staffetta.

## Palmarès

### Mondiali
- 2 medaglie:
  - 1 argento (sprint a squadre a Trondheim 2025)
  - 1 bronzo (sprint a Trondheim 2025)

### Coppa del Mondo
- Miglior piazzamento in classifica generale: 20º nel 2024
- 3 podi (2 individuali, 1 a squadre):
  - 1 secondo posto (individuale)
  - 2 terzi posti (1 individuale, 1 a squadre)